# Saint-Igny-de-Roche
Saint-Igny-de-Roche este o comună în departamentul Saône-et-Loire, Franța. În 2009 avea o populație de 700 de locuitori.

## Evoluția populației
| An        | 1975 | 1982 | 1990 | 1999 | 2006 | 2009 |
| --------- | ---- | ---- | ---- | ---- | ---- | ---- |
| Populație | 528  | 509  | 559  | 578  | 630  | 700  |